# Miagrammopes bifurcatus
Espèce
Miagrammopes bifurcatus est une espèce d'araignées aranéomorphes de la famille des Uloboridae.

## Distribution
Cette espèce est endémique de Chine. Elle se rencontre à Hainan et au Guangxi.

## Description
Les mâles mesurent de 4,82 à 4,94 mm.
Le mâle décrit par Liang, Cai ,Liu, Yin et Xu en 2021 mesure 4,16 mm et la femelle 5,54 mm.

## Publication originale
- Dong, Zhu & Yoshida, 2004 : « Three new species of the genus Miagrammopes from China (Araneae: Uloboridae). » Acta Arachnologica Sinica, vol. 13, p. 65-70.